# Diecezja Cubao
Diecezja Cubao, diecezja rzymskokatolicka na Filipinach. Powstała 28 czerwca 2003 z terenu archidiecezji Manili.

## Lista biskupów
- Honesto Ongtioco (2003–2024)
- Elias Ayuban (od 2024)